# 해유령 전투
해유령 전투(蟹踰嶺戰鬪)는 임진왜란 초기 조선의 부원수 신각이 경기도 양주에서 조선 육군 최초로 승리를 거둔 전투였으나 작은 전투이고 이치 전투에 밀려 잘 조명되지 않고 있다. 전투가 벌어진 지명의 이름을 따서 양주 전투(楊州戰鬪)라고도 불린다.

## 배경
임진왜란 초기 일본군에게 크게 밀린 조선군은 충주 탄금대 전투에서 조선의 마지막 정규군이 전멸하자 조선 왕 선조는 도원수 김명원에게 한강 방어를 맡긴다. 
신각은 자신의 군사만 이끌고 도성 안으로 들어가 유도 대장 이양원과 합류해 양주로 후퇴했다. 
양주에 진을 친 신각은 함경남병사 이혼과도 합류하여 적의 동태를 살피기 시작했다.

## 전투 과정

### 해유령 접전
한편 한양을 점령한 일본군 제2진 가토 기요마사는 개성으로 피란가던 선조의 어가를 쫓기 위해 선발대 70명을 보낸다. 
6월 25일(음력 5월 16일) 선조를 쫓기위한 70명의 일본군 선발대가 해유령에 이르렀는데 그들은 이미 고니시 유키나가가 조선 최강의 부대라 일컬어지는 신립의 부대를 아주 쉽게 전멸시켰기 때문에 이 사실을 의식해서 조선군을 우습게 봐 무장도 제대로 갖추지 않고 술까지 마셨다. 이에 신각이 이끄는 조선군이 일제히 활을 쏴 70명이 모두 전멸해 목이 베였다. 이는 조선 육군 최초이자 완전한 대승리였다.

### 김명원의 실수
선조의 어가를 보호한다는 핑계로 개성으로 후퇴한 도원수 김명원은 선조에게 신각이 전적도주를 하였다고 보고했다. 이 말을 그대로 믿은 선조는 선전관을 보내 신각의 목을 치라고 명령한다.

### 신각의 죽음
그러나 며칠 뒤 신각으로부터 가토 기요마사의 선발대와 싸워 승리했다는 장계와 그 증거물품인 그때 신각이 무찌른 일본군 선발대 70명의 수급 70개를 받은 선조는 급히 다른 선전관을 급파해 신각의 목을 베지 말라고 명령했으나 뒤늦게 출발한 선전관이 도착했을 때 신각은 이미 6월 27일(음력 5월 18일) 먼저 도착한 선전관에게 목이 베여 처형당한 후였다. 결국 선조는 자신의 경솔함을 후회하며 다시 평양으로 피란을 갔다.

## 영향
이후 선조는 도원수 김명원을 불신하게 되었다. 김명원은 임진강 전투에 파견되게 되는데 선조는 수하 한응인에게 김명원의 명령을 듣지 말라고 지시하면서 결과적으로 임진강 전투도 패배하게 되는 결과를 초래하고 말았다.

## 기타
현재 그 전투지에는 1977년 4월 21일에 세우진 해유령전첩기념비가 세워져 있다. 